# Dmytro Nimenko
Dmytro Leonidowytsch Nimenko (ukrainisch Дмитро Леонідович Німенко; * 1. Mai 1988 in Kiew, Ukrainische SSR, Sowjetunion) ist ein ukrainischer Eishockeyspieler, der seit 2024 beim HC Aosta in der Italian Hockey League spielt.

## Karriere

### Club
Dmytro Nimenko begann seine Karriere als Eishockeyspieler beim HK Sokil Kiew in seiner Geburtsstadt. Ab 2004 spielte er in der Wysschaja Liga, der zweithöchsten belarussischen Liga, in der zweiter Mannschaft des HK Homel. In der Saison 2007/08 wurde er auch einmal in der ersten Mannschaft des Clubs in der Extraliga eingesetzt. 2008 wechselte er in seine Geburtsstadt zum HK Sokil zurück, für den er zunächst in der zweiten russischen Liga und 2009/10 erneut in Belarus, in der Extraliga, spielte. Nach zwei Jahren in der Heimat zog es ihn nach Kasachstan, wo er ein Jahr für den HK Kasachmys Satpajew auf dem Eis stand. Anschließend kehrte er in die Ukraine zurück und ist seither in der Professionellen Hockey-Liga aktiv. Nach zwei Jahren beim HK Donbass Donezk, mit dessen zweiter Mannschaft er jeweils ukrainischer Landesmeister wurde, wechselte er 2013 zum Ligakonkurrenten HK Kompanjon-Naftohas Kiew, mit dem er 2014 erneut den ukrainischen Titel erringen konnte. Anschließend ging er zunächst zu Berkut Karaganda, verließ die Kasachen aber bereits nach fünf Einsätzen wieder und schloss sich dem CSM Dunărea Galați an, mit dem er 2015 und 2016 rumänischer Meister wurde. 2016 kehrte er in die Ukraine zurück und schloss sich zunächst dem HK Krywbass an, bevor er noch 2016 zum HK Donbass zurückkehrte, mit dem er 2017 zum dritten Mal ukrainischer Meister wurde. 2017/18 spielte er mit dem CS Progym Gheorgheni in der rumänischen Eishockeyliga. Nach zwei Jahren beim CSA Steaua Bukarest kehrte er in die Ukraine zurück und spielte erneut beim HK Sokil Kiew. Im September 2022 wurde er von den Diables Rouges de Briançon aus der französischen Ligue Magnus verpflichtet. Diese verließ er bereits nach einem Jahr wieder und ging nach Italien, wo er seither in der Italian Hockey League spielt.

### International
Für die Ukraine nahm Nimenko bereits an der U18-Weltmeisterschaft 2006 und den U20-Weltmeisterschaften 2006, 2007 und 2008 teil. Zudem vertrat er seine Farben bei der Winter-Universiade 2013 im italienischen Trentino.
Für die Herren-Nationalmannschaft spielte Nimenko bei den Weltmeisterschaften der Division I 2010, 2011, 2013, 2014, 2015, 2017, 2018, 2019, 2022 und 2023. Zudem stand er für die ukrainische Mannschaft bei den Qualifikationsturnieren für die Olympischen Winterspiele 2014 in Sotschi, bei denen die Ukrainer in der zweiten Qualifikationsrunde scheiterten, und 2022 in Peking und 2026 in Mailand auf dem Eis.

## Erfolge und Auszeichnungen
- 2012 Ukrainischer Meister mit dem HK Donbass Donezk
- 2013 Aufstieg in die Division I, Gruppe A, bei der Weltmeisterschaft der Division I, Gruppe B
- 2013 Ukrainischer Meister mit dem HK Donbass Donezk
- 2014 Ukrainischer Meister mit dem HK Kompanjon-Naftohas Kiew
- 2015 Rumänischer Meister mit dem CSM Dunărea Galați
- 2016 Rumänischer Meister mit dem CSM Dunărea Galați
- 2017 Ukrainischer Meister mit dem HK Donbass Donezk
- 2022 Ukrainischer Meister und Pokalsieger mit dem HK Sokil Kiew

## Statistik
(Stand: Ende der Saison 2022/23)